# Gamebuster
Gamebuster è stato un programma televisivo italiano prodotto da Jetix, andato in onda su GXT tra il 2007 e il 2008.
Il programma presentava alcuni videogiochi in uscita in quel momento, offrendo immagini e spiegazioni dettagliate insieme ad alcuni sketch di genere comico.

## Sinossi
Stefano Sarcinelli è un giocattolaio all'antica, mentre Marco Marzocca è l'addetto alle pulizie del suo negozio nonché appassionato di videogiochi; Francesco Serino è invece un dipendente del negozio che spiega dettagliatamente i videogiochi a cui è interessato Marzocca.